# Gradey Dick
Gradey Reed Dick, född 20 november 2003 i Wichita i Kansas, är en amerikansk professionell basketspelare (SG/SF) som spelar för Toronto Raptors i National Basketball Association (NBA).
Han draftades av Toronto Raptors i första rundan i 2023 års draft som 13:e spelare totalt.
Innan Dick blev proffs studerade han vid University of Kansas och spelade för deras idrottsförening Kansas Jayhawks.